# トーチウッド

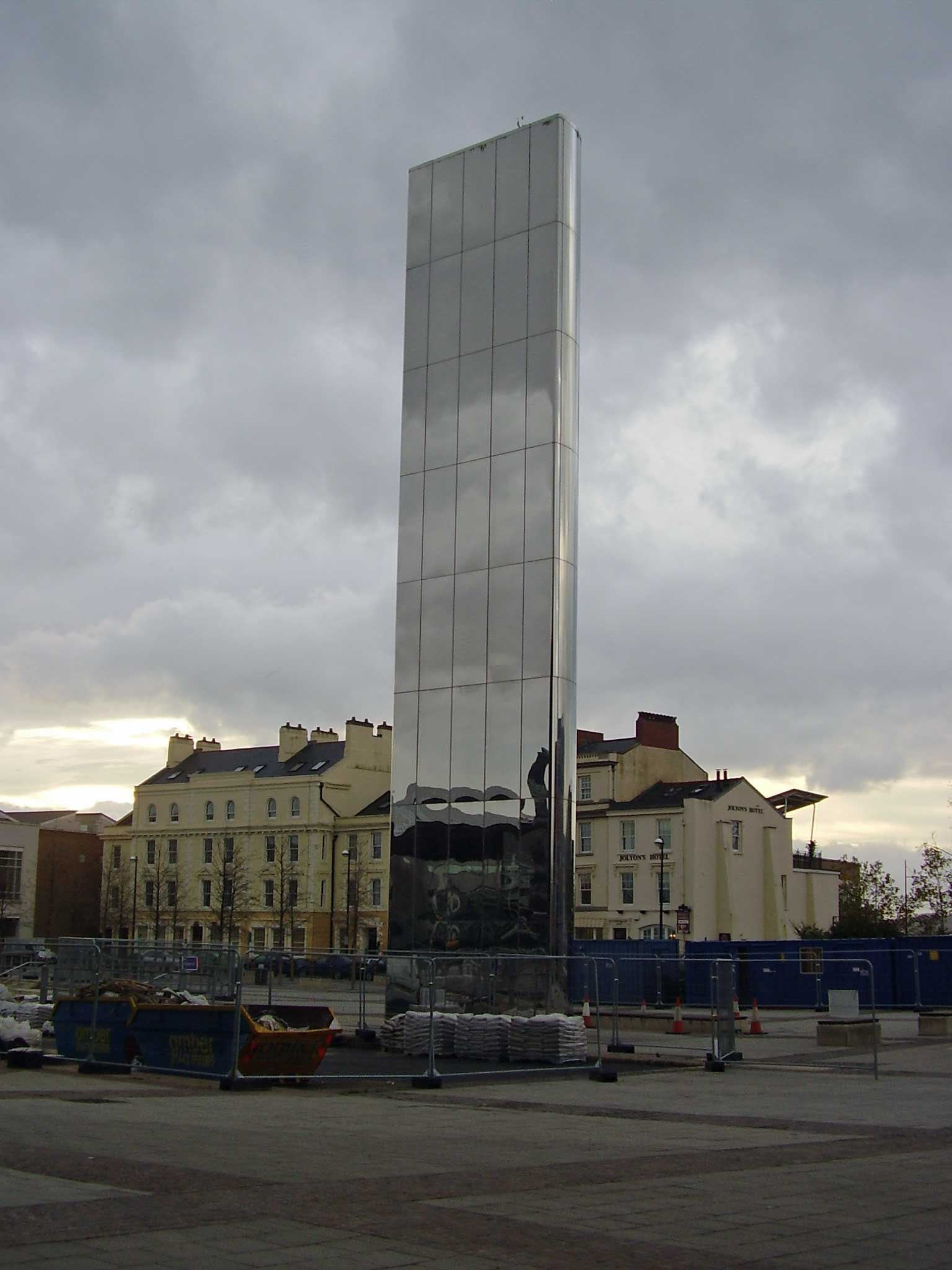
トーチウッド3の拠点（ウェールズ・ミレニアム・センター）

トーチウッド（Torchwood Institute）は、イギリスのSFテレビドラマ『ドクター・フー』に登場する架空の秘密組織。地球外の脅威からイギリスを防衛することを目的にヴィクトリア女王が設立した組織であり、ロンドンやカーディフなどイギリス国内の複数個所に拠点を持つ。エイリアンの所有物を全て人類の物としており、これまで幾度となく地球を救ったドクターやターディスも例外ではない。
『ドクター・フー』では2005年クリスマススペシャルで初登場を果たし、直接的な登場はシリーズ4までである。この組織を舞台にしたスピンオフドラマ『秘密情報部トーチウッド』も存在する。

## 制作
トーチウッド（Torchwood）という名称はドクター・フー（Doctor Who）のアナグラムであり、復活した新シリーズの『ドクター・フー』シリーズ1のテープには映像がリークされないようトーチウッドというラベルが貼られていた。『ドクター・フー』シリーズ2の脚本を執筆していたラッセル・T・デイヴィスは、シリーズ1『バッド・ウルフ』で言及された「トーチウッド」という単語に目をつけ、シリーズ1におけるバッド・ウルフという言葉と同様の伏線として扱い、BBC3でのトーチウッドのスピンオフシリーズを計画した。
トーチウッドという組織は、かつてデイヴィスが出会った人物に基づいた非情な女性に統率される、冷徹なプロの組織として考案された。デイヴィスはシリーズ1『にぎやかな死体』で登場したカーディフの時空の裂け目を巡る物語としてシリーズ2『嵐の到来』『永遠の別れ』の構想を練っていたが、2005年の夏の『秘密情報部トーチウッド』の計画中、カーディフの支部をスピンオフシリーズのために残したまま、上記2話の舞台をロンドンへ移した。

## 支部

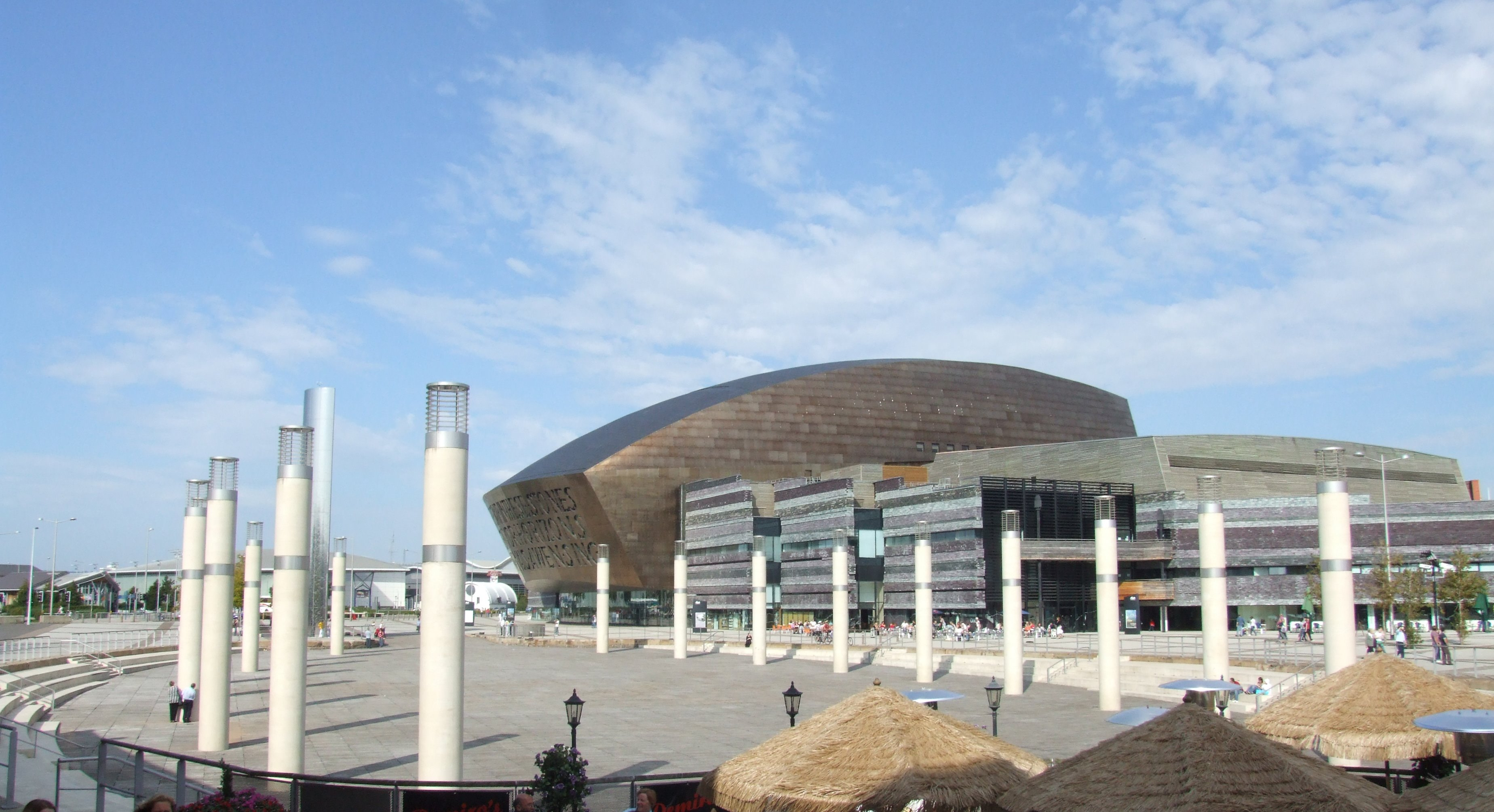
トーチウッド3の本拠地

トーチウッドには支部がイギリス国内に4ヶ所存在する。

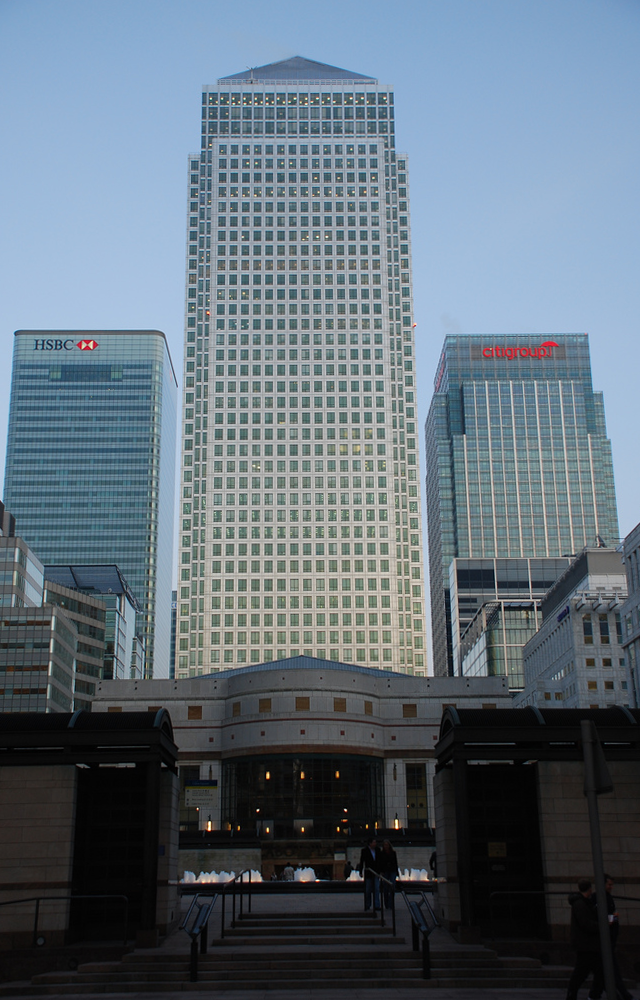
トーチウッド1の本拠地

トーチウッド1
- 所在地 - ロンドン

トーチウッドの本拠地であり、カナリー・ワーフの高層ビル群のうちワン・カナダ・スクエアを拠点とする。これは時空間の異常を調査するためであり、上空に存在するボイドの裂け目を調査するべく高層ビルが建設された。シコラックスの宇宙船をロンドン周辺の5ヶ所からのレーザーで撃墜しており、カナリー・ワーフ以外にも敷地を持つことが示唆されている。1996年にジャサー・サングライダーを撃墜する、2007年時点で素粒子ガンを既に開発しているといった、エイリアンから吸収した高い技術力を持つ。2007年にボイドの裂け目を介してゴーストの出現実験を繰り返していたところ、ボイドシップから下船したダーレクとボイドの裂け目から出現したサイバーマンが引き起こした「カナリー・ワーフの戦い」で壊滅し、閉鎖された。
主な職員にリーダーのイヴォンヌ・ハートマン、ラジェシュ・シンがおり、それぞれサイバーマンとダーレクにより死亡している。10代目ドクターのコンパニオンであるマーサ・ジョーンズの従妹アディもトーチウッド1の職員であり、耳に装着していた通信端末をサイバーマンに改造されて脳と接続され死亡していた。『秘密情報部トーチウッド』の登場人物であるイアント・ジョーンズは元々トーチウッド1の職員であり、サイバーマンに半分アップグレードされた恋人リサ・ハレットを隠匿して過ごしていた。
トーチウッド2
- 所在地 - グラスゴー

劇中での直接的な登場はなく、ジャックの口から変人により統率されているとのみ語られる。456が地球へ到来する頃には既に解体されている旨のメールの描写がある。
トーチウッド3
- 所在地 - カーディフ

『秘密情報部トーチウッド』の舞台。19世紀にドクターを捜し回る不死身のジャック・ハークネスを捕獲して雇用し、2000年から彼がリーダーに就任した。この時に当時のリーダーであったアレックスがジャック以外の全員を殺害した末に自殺しており、メンバーがジャック1人のみ残されたため、彼が次々に優秀な科学者や元トーチウッド1の職員を仲間に加え、スピンオフドラマにおけるトーチウッド3が完成した。1869年にゲルスがカーディフで開き、2006年にマーガレット・スリジーンが再び開いた時空間の裂け目の対応が主な任務である。
メンバーはトシコ・サトウ、オーウェン・ハーパー、イアント・ジョーンズ、スージー・コステロの4名であったが、三叉ナイフによるスージーの連続殺人が露見して彼女が自殺し、殺人事件を捜査していた婦警グウェン・クーパーが加盟した。2009年にトシコとオーウェンはジャックの弟グレイによる銃撃と爆破テロで死亡し、2010年にイアントは456によるウイルス散布で死亡した。基地そのものも456来訪時に事実の隠蔽を図ったイギリス政府高官ジョン・フロビシャーの命令でジャックもろとも爆破されている。
その後トーチウッドの情報はジャックが抹消していたが、2011年3月に“祝福”の影響で全人類が不死身となる「奇跡の日」が起こり、ジャックはCIA職員と手を結んで新生トーチウッドを結成する。
トーチウッド4
- 所在地 - 不明

トーチウッド4は所在地不明であり、ジャックは「これから見つける」と発言している。

## 歴史
1879年にヴィクトリア女王がスコットランドで狼男およびそれを崇拝する教団による襲撃を受け、それをきっかけに未知の脅威からイギリスを防衛するための組織トーチウッドが設立された。名称は女王が宿泊し襲撃されたトーチウッド館に由来する。エイリアンを全て敵とみなし、ドクターも例外でない旨がトーチウッド設立憲章に記されている。
将来起こると予言されたタイムシフト現象の対策を1918年から講じているほか、1965年に456が地球に到来して抗インフルエンザウイルス剤と引き換えに地球人の子どもを要求した一件でトーチウッド3が対応するなど、歴史的に長く活動している。1953年にテレビの視聴者の顔が奪われる事件が起こった際には、警察がトーチウッドの存在に言及している。
現代において民間人にはトーチウッドの存在は周知されていないが、政府やUNITはその存在を認知しており、首相ハリエット・ジョーンズはシコラックスの襲来時に「ドクターが駄目ならトーチウッドしかない」と発言している。ジャサー・サングライダーやシコラックスの宇宙船の撃墜などに貢献していたが、トーチウッド1はパラレルワールドから侵略にやってきたサイバーマンとダーレクの戦争に巻き込まれて2007年に壊滅した。トーチウッド3もアバドンの出現や大規模爆破テロなどに対処してきたが、2008年には当時の首相ハロルド・サクソンによりヒマラヤ送りにされ、2009年にはイギリス政府の手により基地そのものが爆破された。
42世紀に惑星クロプ・トールの重力場の研究に赴いたザッカリー・クロス・フレインは、自らをトーチウッドアーカイブ所属と名乗っている。2001世紀においては、トーチウッドは大コバルトピラミッドが建設された有名な地球の古代遺跡として知られている。

## パラレルワールド
ピート・タイラーの世界においてもトーチウッドは存在し、男性の生殖機能に関する研究を発表していた。ドクターのいる世界のトーチウッドと同様にワン・カナダ・スクエアを拠点としており、ピートたちはそのトーチウッドを占拠・管理して技術を利用し、パラレルワールド間の往来を可能とした。